# Yūki Nishiya
Yūki Nishiya (japanisch 西谷 優希 Nishiya Yūki; * 5. Oktober 1993 in Mashiko, Präfektur Tochigi) ist ein japanischer Fußballspieler.

## Karriere
Nishiya erlernte das Fußballspielen in den Jugendmannschaften von Mashiko SC Strada und JEF Utsunomiya, in der Schulmannschaft der Kashima Gakuen High School sowie in der Universitätsmannschaft der Sendai-Universität. Seinen ersten Vertrag unterschrieb er 2014 in Deutschland bei Hilal Bergheim. Mit dem Verein aus Bergheim spielte er 26-mal in der Landesliga Mittelrhein Staffel 2 und 28-mal in der Mittelrheinliga. Am 1. Juli 2017 wechselte er nach Erndtebrück zum TuS Erndtebrück. Mit dem Verein spielte er 28-mal in der Regionalliga West. Am 12. August 2017 bestritt er ein Spiel im DFB-Pokal. Hier traf er mit Erndtebrück in der ersten Runde auf den Bundesligisten Eintracht Frankfurt. Das Spiel verlor man vor heimischer Kulisse mit 3:0. Nach einem Jahr kehrte er Anfang Juli 2018 nach Japan zurück. Hier unterschrieb er in Utsunomiya einen Vertrag beim Zweitligisten Tochigi SC